# Partecipanti alla Vuelta a España 2000
Elenco dei partecipanti alla Vuelta a España 2000.
Presero parte alla corsa 180 corridori, suddivisi in 20 squadre. Di questi 56 si ritirarono e 124 giunsero al traguardo di Madrid.

## Corridori per squadra
| Deutsche Telekom  | Deutsche Telekom        | Deutsche Telekom  | Festina                  | Festina                  | Festina                  | Mapei-Quick Step                 | Mapei-Quick Step                 | Mapei-Quick Step                 |
| ----------------- | ----------------------- | ----------------- | ------------------------ | ------------------------ | ------------------------ | -------------------------------- | -------------------------------- | -------------------------------- |
| 1                 | Jan Ullrich             | NP 13ª            | 71                       | Florent Brard            | R 11ª                    | 141                              | Pavel Tonkov                     | 3º                               |
| 2                 | Rolf Aldag              | 52º               | 72                       | Ángel Casero             | 2º                       | 142                              | Manuel Beltrán                   | R 20ª                            |
| 3                 | Danilo Hondo            | NP 7ª             | 73                       | Rafael Casero            | 119º                     | 143                              | Davide Bramati                   | 82º                              |
| 4                 | Kai Hundertmarck        | 61º               | 74                       | David Clinger            | 71º                      | 144                              | Gianni Faresin                   | 20º                              |
| 5                 | Andreas Klöden          | R 14ª             | 75                       | Giuseppe Di Grande       | R 11ª                    | 145                              | Paolo Fornaciari                 | 94º                              |
| 6                 | Giovanni Lombardi       | 84º               | 76                       | Félix García Casas       | 21º                      | 146                              | Óscar Freire                     | R 8ª                             |
| 7                 | Ralf Grabsch            | 89º               | 77                       | Jaime Hernández          | 80º                      | 147                              | Paolo Lanfranchi                 | 38º                              |
| 8                 | Matthias Kessler        | 102º              | 78                       | Fabian Jeker             | 25º                      | 148                              | Andrea Tafi                      | 74º                              |
| 9                 | Aleksandr Vinokurov     | 28º               | 79                       | Rolf Huser               | 64º                      | 149                              | Dario David Cioni                | 90º                              |
| Alessio           | Alessio                 | Alessio           | Jazztel-Costa de Almería | Jazztel-Costa de Almería | Jazztel-Costa de Almería | ONCE-Deutsche Bank               | ONCE-Deutsche Bank               | ONCE-Deutsche Bank               |
| 11                | Alessandro Bertolini    | 110º              | 81                       | Eleuterio Anguita        | 41º                      | 151                              | Abraham Olano                    | 19º                              |
| 12                | Stefano Casagranda      | 116º              | 82                       | César Pérez Padrón       | 106º                     | 152                              | Íñigo Cuesta                     | R 11ª                            |
| 13                | Martin Hvastija         | 114º              | 83                       | Diego Luis Prior         | 111º                     | 153                              | Rafael Díaz Justo                | 33º                              |
| 14                | Endrio Leoni            | R 10ª             | 84                       | Ricardo Valdez           | 79º                      | 154                              | David Etxebarria                 | R 16ª                            |
| 15                | Marco Magnani           | 23º               | 85                       | Carlos Golbano           | 86º                      | 155                              | Marcelino García                 | 70º                              |
| 16                | Nicola Miceli           | R 20ª             | 86                       | Fabio Roscioli           | 85º                      | 156                              | Santos González                  | 4º                               |
| 17                | Carlo Finco             | 81º               | 87                       | Ginés Salmerón           | R 5ª                     | 157                              | Peter Luttenberger               | R 11ª                            |
| 18                | Leonardo Guidi          | 112º              | 88                       | Pablo Soler              | 92º                      | 158                              | Carlos Sastre                    | 8º                               |
| 19                | Aleksandr Šefer         | 101º              | 89                       | Mario Traversoni         | R                        | 159                              | Mikel Zarrabeitia                | R 11ª                            |
| Banesto           | Banesto                 | Banesto           | Jean Delatour            | Jean Delatour            | Jean Delatour            | Team Polti                       | Team Polti                       | Team Polti                       |
| 21                | Alex Zülle              | 49º               | 91                       | Christophe Bassons       | R 11ª                    | 161                              | Richard Virenque                 | 16º                              |
| 22                | José María Jiménez      | R 8ª              | 92                       | Frédéric Bessy           | R 11ª                    | 162                              | Michele Colleoni                 | 107º                             |
| 23                | Tomasz Brozyna          | 53º               | 93                       | Gilles Bouvard           | R 11ª                    | 163                              | Daniel Clavero                   | 68º                              |
| 24                | José Vicente García     | 63º               | 94                       | Laurent Brochard         | 32º                      | 164                              | Mirco Crepaldi                   | R 11ª                            |
| 25                | José Luis Arrieta       | 103º              | 95                       | Patrice Halgand          | 48º                      | 165                              | Ivan Gotti                       | NP 8ª                            |
| 26                | Jon Odriozola           | 26º               | 96                       | Christophe Oriol         | R 16ª                    | 166                              | Pascal Hervé                     | 17º                              |
| 27                | Aitor Osa               | 51º               | 97                       | Eddy Seigneur            | R 8ª                     | 167                              | Oscar Pellicioli                 | 108º                             |
| 28                | Unai Osa                | 56º               | 98                       | Cyril Dessel             | 99º                      | 168                              | Rafael Mateos                    | R 15ª                            |
| 29                | Eladio Jiménez          | 24º               | 99                       | Bruno Thibout            | R 7ª                     | 169                              | José Manuel Uría                 | 47º                              |
| Cantina Tollo     | Cantina Tollo           | Cantina Tollo     | Kelme-Costa Blanca       | Kelme-Costa Blanca       | Kelme-Costa Blanca       | Relax-Fuenlabrada                | Relax-Fuenlabrada                | Relax-Fuenlabrada                |
| 31                | Danilo Di Luca          | NP 12ª            | 101                      | Roberto Heras            | 1º                       | 171                              | Andreas Bermejo                  | 124º                             |
| 32                | Paolo Bossoni           | 88º               | 102                      | Fernando Escartín        | 7º                       | 172                              | Nacor Burgos                     | 78º                              |
| 33                | Gabriele Colombo        | R 11ª             | 103                      | Santiago Botero          | 72º                      | 173                              | Juan Antonio Flecha              | 113º                             |
| 34                | Massimiliano Gentili    | 9º                | 104                      | Francisco Cabello        | 83º                      | 174                              | César García Calvo               | NP 7ª                            |
| 35                | Federico Giabbecucci    | R 11ª             | 105                      | Félix Cárdenas           | 31º                      | 175                              | Eduardo Hernández                | 118º                             |
| 36                | Rodolfo Massi           | 34º               | 106                      | José Enrique Gutiérrez   | 36º                      | 176                              | Pedro Díaz Lobato                | 76º                              |
| 37                | Federico Colonna        | 121º              | 107                      | José Luis Rubiera        | 11º                      | 177                              | Martín Garrido                   | 87º                              |
| 38                | Roberto Sgambelluri     | 37º               | 108                      | Óscar Sevilla            | 14º                      | 178                              | Germán Nieto                     | 120º                             |
| 39                | Guido Trenti            | 91º               | 109                      | José Ángel Vidal         | 93º                      | 179                              | José Manuel Vázquez              | 115º                             |
| Euskaltel-Euskadi | Euskaltel-Euskadi       | Euskaltel-Euskadi | Lampre-Daikin            | Lampre-Daikin            | Lampre-Daikin            | Saeco                            | Saeco                            | Saeco                            |
| 41                | Txema del Olmo          | 15º               | 111                      | Oscar Camenzind          | 22º                      | 181                              | Laurent Dufaux                   | NP 14ª                           |
| 42                | Íñigo Chaurreau         | R                 | 112                      | Simone Bertoletti        | 73º                      | 182                              | Jörg Ludewig                     | R 19ª                            |
| 43                | Unai Etxebarria         | R 8ª              | 113                      | Massimo Codol            | 40º                      | 183                              | Giuseppe Calcaterra              | R 10ª                            |
| 44                | Gorka Gerrikagoitia     | 66º               | 114                      | Marco Della Vedova       | 46º                      | 184                              | Mario Cipollini                  | NP 5ª                            |
| 45                | Ramón González Arrieta  | R 11ª             | 115                      | Matteo Frutti            | NP 9ª                    | 185                              | Biagio Conte                     | 122º                             |
| 46                | Roberto Laiseka         | 6º                | 116                      | Juan Manuel Gárate       | 62º                      | 186                              | Alessio Galletti                 | R 10ª                            |
| 47                | Alberto López de Munain | 30º               | 117                      | Mariano Piccoli          | 50º                      | 187                              | Armin Meier                      | 104º                             |
| 48                | José Alberto Martínez   | NP 6ª             | 118                      | Gilberto Simoni          | 29º                      | 188                              | Igor Pugaci                      | 42º                              |
| 49                | Haimar Zubeldia         | 10º               | 119                      | Ján Svorada              | R 16ª                    | 189                              | Francesco Secchiari              | R 10ª                            |
| Farm Frites       | Farm Frites             | Farm Frites       | L.A. Aluminios-Pecol     | L.A. Aluminios-Pecol     | L.A. Aluminios-Pecol     | Vitalicio Seguros-Grupo Generali | Vitalicio Seguros-Grupo Generali | Vitalicio Seguros-Grupo Generali |
| 51                | Steven Kleynen          | 54º               | 121                      | Andrej Zinčenko          | 27º                      | 191                              | Igor González de Galdeano        | R 16ª                            |
| 52                | Jans Koerts             | R 11ª             | 122                      | Bruno Castanheira        | R 12ª                    | 192                              | Santiago Blanco                  | 13º                              |
| 53                | Glenn Magnusson         | R 16ª             | 123                      | Antonio de la Torre      | NP 20ª                   | 193                              | Francisco Cerezo                 | 55º                              |
| 54                | Gennadij Michajlov      | 39º               | 124                      | Pedro Lopes Gonçalves    | R 10ª                    | 194                              | Francisco García Rodríguez       | 18º                              |
| 55                | Dirk Ronellenfitsch     | 123º              | 125                      | Fernando Mota dos Santos | 109º                     | 195                              | Álvaro González de Galdeano      | R 21ª                            |
| 56                | Miquel van Kessel       | 60º               | 126                      | José Rosa Ribeiro        | 67º                      | 196                              | Jan Hruška                       | 75º                              |
| 57                | Gerben Löwik            | 117º              | 127                      | Saulius Šarkauskas       | 69º                      | 197                              | Iván Parra                       | 59º                              |
| 58                | Geert Van Bondt         | R 10ª             | 128                      | Jurij Surkov             | 95º                      | 198                              | Víctor Hugo Peña                 | 45º                              |
| 59                | Remco van der Ven       | 100º              | 129                      | Rubén Oarbeaskoa         | 105º                     | 199                              | Juan Carlos Vicario              | 35º                              |
| Fassa Bortolo     | Fassa Bortolo           | Fassa Bortolo     | Liquigas-Pata            | Liquigas-Pata            | Liquigas-Pata            |                                  |                                  |                                  |
| 61                | Wladimir Belli          | 12º               | 131                      | Serhij Hončar            | 57º                      |                                  |                                  |                                  |
| 62                | Fabio Baldato           | 98º               | 132                      | Daniele Contrini         | R 15ª                    |                                  |                                  |                                  |
| 63                | Gabriele Balducci       | NP 1ª             | 133                      | Mirko Marini             | R 14ª                    |                                  |                                  |                                  |
| 64                | Alessandro Petacchi     | 77º               | 134                      | Cristian Moreni          | 65º                      |                                  |                                  |                                  |
| 65                | Volodymyr Hustov        | 44º               | 135                      | Giancarlo Raimondi       | R 13ª                    |                                  |                                  |                                  |
| 66                | Nicola Loda             | 97º               | 136                      | Ellis Rastelli           | R 16ª                    |                                  |                                  |                                  |
| 67                | Andrea Peron            | 58º               | 137                      | Alessandro Spezialetti   | R 7ª                     |                                  |                                  |                                  |
| 68                | Raimondas Rumšas        | 5º                | 138                      | Andrej Teterjuk          | 43º                      |                                  |                                  |                                  |
| 69                | Paolo Tiralongo         | 96º               | 139                      | Marco Zanotti            | R 18ª                    |                                  |                                  |                                  |

## Ciclisti per nazione
Le nazionalità rappresentate nella manifestazione sono 23; in tabella il numero dei ciclisti suddivisi per la propria nazione di appartenenza:
| Numero ciclisti | Nazione                                                                         |
| --------------- | ------------------------------------------------------------------------------- |
| 63              | Spagna                                                                          |
| 54              | Italia                                                                          |
| 12              | Francia                                                                         |
| 9               | Germania                                                                        |
| 6               | Svizzera                                                                        |
| 4               | Colombia, Paesi Bassi, Portogallo                                               |
| 3               | Kazakistan, Russia                                                              |
| 2               | Belgio, Lituania, Rep. Ceca, Ucraina, Stati Uniti                               |
| 1               | Argentina, Austria, Bielorussia, Moldavia, Polonia, Slovenia, Svezia, Venezuela |